# كونستانس ملكة صقلية
الإمبراطورة الرومانية المقدسة كونستانس (2 نوفمبر 1154 - 27 نوفمبر 1198) كانت ملكة صقلية من عام 1194 حتى وفاتها، وإمبراطورة رومانية مقدسة من عام 1191 حتى عام 1197 عندما كانت زوجةً للإمبراطور هنري السادس.
كونها ملكة حاكمة لصقلية، حكمت بالمشاركة مع زوجها ولاحقًا مع ابنها، الإمبراطور الروماني المستقبلي فريدريك الثاني. اشتهرت بشكل خاص بأعمالها المعادية لأسرتها، الملوك النورمانديين في صقلية؛ وقد لعبت دورًا مهمًا في إنهاء وجود سلالة هوتفيل في صقلية.
رغم كونها الوريثة الوحيدة لعرش صقلية، لم تتزوج حتى بلغت الثلاثين من عمرها بسبب نبوءة مشؤومة. وبعد فترة وجيزة من توليها منصب إمبراطورة، شاركت في حرب الخلافة ضد ابن أخيها غير الشرعي تانكريد ملك صقلية من أجل عرش صقلية، وأُسرَت في أثناء هذه الحرب مع إطلاق سراحها فيما بعد دون أن تصاب بأذى. في تاريخ الإمبراطورية الرومانية المقدسة، لم يتم أسر سوى إمبراطورتين فقط، وكانت الأخرى حماتها الإمبراطورة بياتريس الأولى.
قبل اعتلائها عرش صقلية بفترة وجيزة وهي في الأربعين من عمرها، أنجبت طفلها الوحيد فريدريك، وبذلك استمرت سلالة الإمبراطورية الرومانية المقدسة ومملكة صقلية.
بعد وفاة زوجها، تخلت عن مطالبة ابنها بعرش الإمبراطورية الرومانية المقدسة لصالح زوج شقيقتها الصغرى فيليب السوابي، ما جعل ابنها مجرد ملك لصقلية. رغم ذلك، ظلت تدعي لنفسها لقب إمبراطورة الرومانية المقدسة الأرملة (الدواغر). توفيت بعد عام واحد وأوكلت رعاية ابنها الصغير إلى البابا إينوسنت الثالث.

## الخلفية والزواج
كانت كونستانس ابنة روجر الثاني بعد وفاته من زوجته الثالثة بياتريس من ريثيل.
لم تخطب كونستانس، على غير العادة بالنسبة لأميرة، حتى بلغت الثلاثين من عمرها، ما أدى فيما بعد إلى ظهور قصص عن أنها أصبحت راهبة واحتاجت إعفاءً بابويًا للزواج. روى بوكاتشيو في كتابه دي موليريبوس كلاريس أن نبوءة بأن «زواجها سيدمر صقلية» أدت إلى حبسها لتبقى عزباء، وبحلول القرن الخامس عشر، ادعى دير سانتيسيمو سالفاتوري في باليرمو أن كونستانس كانت عضوًا سابقًا فيه. ذكرت المؤرخة ماري تايلور سيميتي أن كونستانس، الوريثة المحتملة للعرش والبيدق الثمين في الدبلوماسية الدولية، لن يتم التنازل عنها بسهولة.
في ربيع عام 1168، في أثناء حكم ابن أخيها الأكبر الملك ويليام الثاني في ميسينا، اشتدت المعارضة ضد المستشار ستيفن دو بيرش. انتشرت شائعة مفادها أن ويليام قد قُتل، وأن المستشار كان يخطط لتنصيب أخيه على العرش بالزواج من كونستانس، رغم أن ويليام كان له أخ هو هنري من كابوا. أُجبر ستيفن في النهاية على الفرار.
توفي هنري عام 1172، وبما أن الملك ويليام الثاني لم يتزوج حتى عام 1177 ولم ينجب من زواجه أي طفل (أو أنجبا ابنًا يدعى بوهموند عام 1181)، أصبحت كونستانس الوريثة الوحيدة للتاج الصقلي، ومع ذلك، قيل إنها تعينت وريثة العرش وأقسمت بالولاء عام 1174، لكنها بقيت حبيسة ديرها ولم يُنظر في أمر زواجها حتى بلغت الثلاثين من عمرها.

## المطالبة بصقلية
كان ويليام يعلم أن الأرستقراطية النورماندية في صقلية لن ترحب بملك من هوهنشتاوفن، لذلك، جعل النبلاء والرجال المهمين في بلاطه يتعهدون بالاعتراف بخلافة كونستانس إذا مات دون ورثة مباشرين. مع ذلك، وبعد وفاته غير المتوقعة عام 1189، استولى تانكريد على العرش. كان تانكريد ابنًا غير شرعي، لكنه حظي بدعم معظم عظماء المملكة مثل نائب المستشار ماثيو من أجيلو. من ناحية أخرى، كان رئيس الأساقفة والتر أوفاميل ومعظم الطبقة الأرستقراطية يدعمون كونستانس. تمكن ماثيو من حث والتر وغيره من البارونات على دعم تانكريد.
كانت جوان ملكة إنجلترا، أرملة ويليام، تعتقد أن كونستانس هي الخليفة الشرعية وأيدت الألمان جهارًا؛ وردًا على ذلك وضع تانكريد الملكة جوان تحت الإقامة الجبرية وصادر أملاكها الشاسعة، ما أغضب أخيها ملك إنجلترا ريتشارد الأول الذي أنقذها فيما بعد.

### الحملة الأولى
بينما كان والد زوجة كونستانس، فريدرش الأول بربروسا في حملة صليبية، أُجبر هنري وكونستانس على البقاء في ألمانيا ولم تستطع كونستانس أن تطالب بتاج صقلية. توفي الإمبراطور فريدرش في عام 1190 وفي العام التالي تُوِّج هنري وكونستانس إمبراطورًا وإمبراطورة. رافقت كونستانس بعد ذلك زوجها على رأس جيش إمبراطوري كبير لانتزاع عرش صقلية بالقوة من تانكريد بدعم من الأسطول البيزاني الموالي. فتحت المدن الشمالية للمملكة أبوابها لهنري، بما في ذلك أقدم معاقل النورمانديين، قبوة وأفيرسا. أرسلت سلرنو، عاصمة روجر الثاني في البر الرئيسي، رسالة إلى هنري ترحب يه ودعت كونستانس للإقامة في قصر أبيها القديم هربًا من حر الصيف، وتلقي العلاج على يد الأطباء لسوء صحتها. رغم الترحيب بها، شعرت كونستانس أن العديد من المواطنين كانوا ما يزالون موالين لتانكريد، إذ كانوا يتهامسون ضمن مجموعات في هدوء. 
في نابولي، واجه هنري أول مقاومة في الحملة كلها، وصمد في الصيف الجنوبي من مايو إلى أغسطس، وبحلول ذلك الوقت كان معظم الجيش قد استسلم للملاريا وأمراض أخرى. حتى هنري نفسه أصيب بالمرض. هرب هنري من فلف، الذي كان يشارك أيضًا في حصار نابولي، إلى ألمانيا، وادعى زورًا أن الإمبراطور قد مات، وروّج لنفسه خليفةً محتملًا. رغم تعافي هنري السادس، أُجبر الجيش الإمبراطوري على الانسحاب من المملكة تمامًا. بقيت كونستانس في سلرنو مع حامية صغيرة إشارةً إلى أن هنري سيعود قريبًا.

### الحملة الثانية
كان هنري يستعد بالفعل لغزو صقلية مرة ثانية عندما توفي تانكريد في فبراير 1194. في وقت لاحق من ذلك العام تحرك إلى الجنوب، ودمر سلرنو انتقامًا لاعتقال كونستانس، ودخل باليرمو دون معارضة، وأطاح بنجل تانكريد الصغير ويليام الثالث (توفي 1198)، وتوّج نفسه ملكًا بدلًا منه. قبل ذلك، وافق على على طلب كونستانس بمنح ويليام مقاطعة ليتشي وإمارة تارانتو في 20 نوفمبر.

## ملكة صقلية
بينما كان هنري يتحرك بسرعة جنوبًا مع جيشه، كانت كونستانس الحبلى تتبعه بخطى أبطأ. في 26 ديسمبر، أي في اليوم التالي لتتويج هنري في باليرمو، أنجبت ابنًا سمته قسطنطين على اسمها (سُمي فيما بعد فريدريك روجر، أي فريدريك الثاني الإمبراطور الروماني المقدس وملك صقلية المستقبلي) في بلدة ييزي الصغيرة بالقرب من أنكونا.
في وقت لاحق، استخدم خصوم فريدريك عمر كونستانس (كانت في الأربعين من عمرها وقت ولادة فريدريك) أساسًا لنشر شائعات بأنه ابن جزار. أدى ذلك إلى ظهور أساطير مضادة، مثل القصة التي سجلتها فلورنتين كرونيكل عام 1282 (من تأليف ريكوردانو ماليسبيني، والتي تفيد بأن كونستانس أنجبت علنًا في ساحة مدينة باليرمو، التي نسبها ماليسبيني خطًا إلى مكان ولادة فريدريك) لتبديد الشك في أمومتها. أنجبت الطفل في خيمة سرادق في ساحة السوق في البلدة، ودعت سيدات البلدة ليشهدن الولادة. بعد بضعة أيام عادت إلى ساحة البلدة وأرضعت الطفل علنًا.
عندما عاد هنري إلى ألمانيا في عام 1195، حكمت كونستانس صقلية وأصدرت شهادات باسمها. تُوِّجت ملكةً على العرش في 2 أبريل في باري.

## روابط خارجية
- كونستانس ملكة صقلية على موقع الموسوعة البريطانية (الإنجليزية)